# Scutigerina weberi
Scutigerina weberi är en mångfotingart som beskrevs av Filippo Silvestri 1903. Scutigerina weberi ingår i släktet Scutigerina och familjen Scutigerinidae. Inga underarter finns listade i Catalogue of Life.